# Simeon von Warna und Preslaw

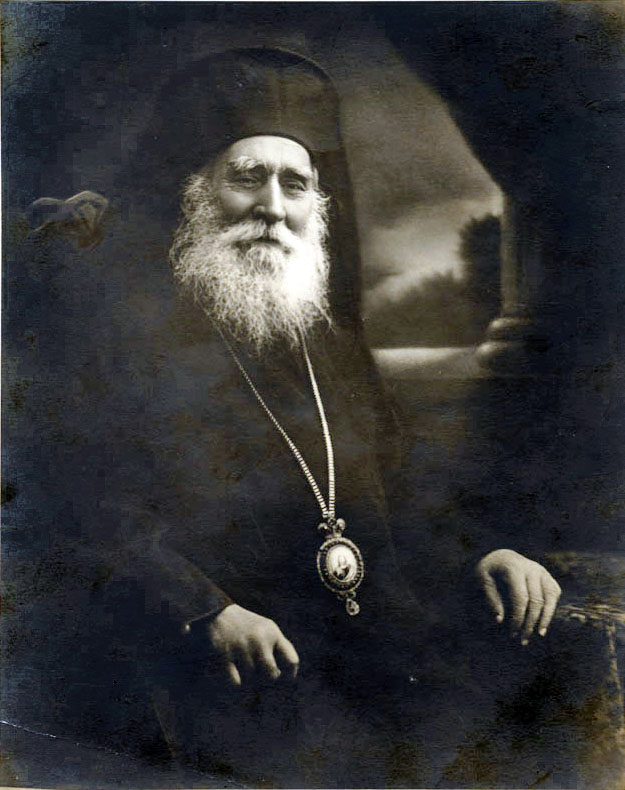
Simeon von Warna und Preslaw

Simeon oder Simeon von Warna und Preslaw (bulgarisch Симеон Варненски и Преславски/Simeon Warnenski i Preslawski; * 9. Februar 1840 in Burgas, damals Osmanisches Reich; † 23. Oktober 1937 in Warna, Bulgarien) war ein hoher bulgarischer orthodoxer Geistlicher, Aktivist der Bulgarischen Nationalen Wiedergeburt, Kämpfer für eine unabhängige bulgarische Kirche, zwischen 1872 und 1937 Metropolit der Diözese Warna und Weliki Preslaw der Bulgarisch-Orthodoxen Kirche und von 1874 bis 1913 Mitglied des Heiligen Synods.
Nach der Befreiung Bulgariens von Osmanischer Herrschaft war Simeon von Warna und Preslaw mehrmals Abgeordneter im Bulgarischen Parlament, dessen Vorsitz er auch zwischen 23. Dezember 1882 und 20. Dezember 1883 innehatte, bei der Ausarbeitung der ersten bulgarischen Verfassung beteiligt und Mitglied der Ersten und Zweiten Große Nationalversammlung. Sein Bruder Niko Popow war der erste bulgarische Bürgermeister seiner Heimatstadt.

## Leben
Simeon wurde als Sohn des Priesters Nikola und der Elena Popow geboren. Sein Bruder war Niko Popow.
Am 20. August 1872 wurde Archimandrit Simeon zum Metropoliten von Preslaw geweiht. Eine Woche später am 27. August wurde Simeon von der orthodoxen Bevölkerung Warnas zum Metropoliten von Warna gewählt, jedoch stellten sie eine Bedingung: Da Warna die größere Stadt war, sollte der Name der neu gegründeten Eparchie und des Metropolitentitels in umgekehrter Weise geschrieben werden: Diözese von Warna und Preslaw. Der osmanische Sultan Abdülaziz billigte jedoch die neue Grenzziehung (Vereinigung der zwei Eparchien) und Umbenennung nicht und genehmigte die Einsetzung Simeons nur als Metropolit von Preslaw. Daraufhin wählte Metropolit Simeon die Stadt Schumen als seinen Metropolitansitz. In Schumen fand am 25. Februar 1873 auch das erste Diözesankonzil statt. Da die Kirche auch für die Bildung der Bevölkerung zuständig war (vergleiche Klosterschule in Bulgarien), organisierte Simeon zwischen 12. und 16. April eine Lehrerversammlung. Auf dieser wurden wichtige Entscheidungen für die Verbesserung der Bildungseinrichtungen und der Schulpläne gefasst.